# Harald Sandberg (Diplomat)

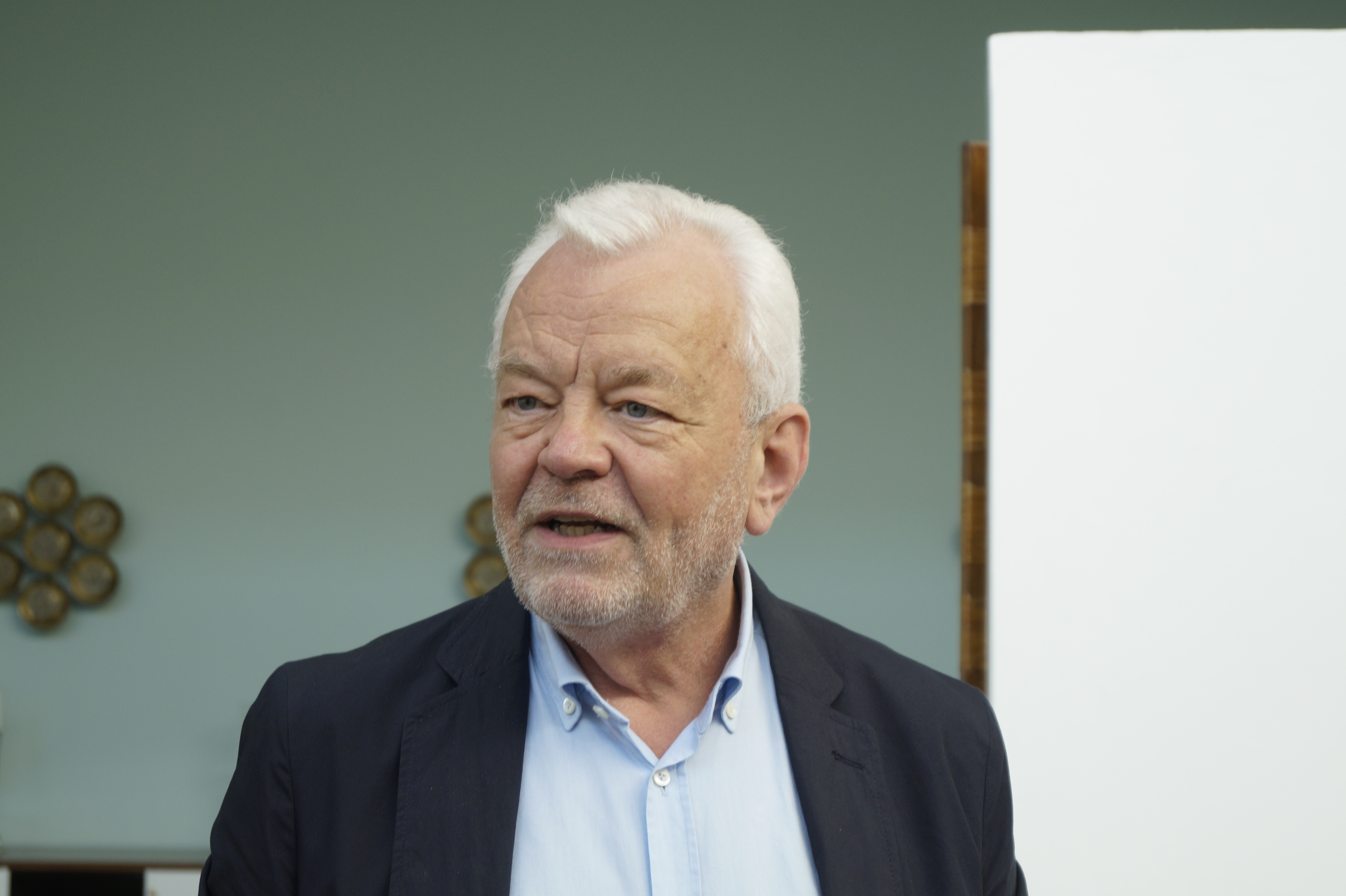
Harald Sandberg (2017)

Harald Sandberg (* 1950 in Uppsala, Schweden) ist ein schwedischer Diplomat.

## Werdegang
Sandberg besuchte die Militärakademie in Linköping und graduierte dann an der Universität Uppsala im Hauptfach Geschichte. Auch später schrieb er Artikel über Geschichte.
Sandberg begann 1976 mit der Arbeit für das Außenministerium Schwedens. Sein erster Posten war an der schwedischen Botschaft in Seoul (Südkorea). Dem folgten die Ständige Vertretung Schwedens bei den Vereinten Nationen in Genf und die schwedische Botschaft in Washington, D.C. Danach arbeitete er in Stockholm als Chef des privaten Büros des Ministers für Europaangelegenheiten und Außenhandel (1991–1994), als stellvertretender Chef des Kabinettbüros des Sekretariats EU-Koordination und als Leiter der Abteilung für Werbung für Schweden und schwedischen Handel.
Von 1998 bis 2003 war Sandberg schwedischer Botschafter in Indonesien, ab dem 21. Mai 2002 mit Doppelakkreditierung als erster Schwede für Osttimor und von 2003 bis 2005 in Südkorea. Nachdem er zurück in Schweden Chef der Abteilung für personelle Ressourcen war, übergab Sandberg am Freitag, den 13. Juli 2012 seine Akkreditierung als schwedischer Botschafter in Indien. Zusätzlich ist er akkreditiert für Bhutan, den Malediven, Nepal und Sri Lanka.

## Sonstiges
Sandberg ist mit Else Albrektsson Sandberg verheiratet. Zusammen haben sie drei Kinder.